# Värmemaskin

Schematisk skiss över värmemaskin

En värmemaskin är en anordning som utnyttjar en skillnad i temperatur för att i samband med ett värmeflöde omsätta arbete. Värmemaskiner förekommer såväl i form av värmemotorer som värmepumpar.
I ett flöde av värme från varmt till kallt är det möjligt att omsätta en viss del av värmen till arbete. En sådan process kallas värmemotor och förekommer allmänt inom såväl tekniken (ångkraftverk, förbränningsmotorer, stirlingmotorer, peltiergeneratorer osv.) som i naturen (konvektion i jordens inre, i havet och i atmosfären, frostsprängning osv.). Värmemotorns omvändning kallas värmepump och förekommer även den inom såväl tekniken (kylskåp och kylmaskiner, värmepumpar för uppvärmning, peltierkylare osv.) som i naturen (föhnvinden, issmältningen under en skridsko osv.).
I äldre tekniskt språkbruk användes kylmaskin generellt som benämning för värmepumpar i tekniskt realiserad form. I vardagligt språk används antingen kylmaskin eller värmepump beroende på om det är den kylande eller värmande aspekten som är mest intressant.
Observera att översättningen av engelskans "engine" och "heat engine" generellt är "motor" respektive "värmemotor".
I vissa fall avser svenskans "maskin" dock i praktiken ofta det som i äldre språkbruk kallades "kraftmaskin", vilket är detsamma som "motor" enligt nyare språk och "engine" på engelska; exempelvis: ångmaskin = steam engine. 

## Värmemotorer
Om man har två värmereservoarer vid temperaturerna TH och TC (Hot och Cold med TH>TC) där man vill utnyttja temperaturskillnaden för att utföra ett arbete W, så är det inte möjligt att omvandla all värme till arbete. Det bryter mot termodynamikens andra lag.
Däremot kan man bygga en maskin som tar ut en mängd värme QH ur den varma reservoaren, omvandlar en del till arbete W och överför resterande del QC till den kalla reservoaren. Maskinens verkningsgrad anger hur stor andel av den uttagna värmeenergin QH som blir arbete. Denna verkningsgrad kan tecknas som 
{\displaystyle \eta ={\frac {W}{Q_{H}}}\leq {\frac {T_{H}-T_{C}}{T_{H}}}}

## Värmepumpar och kylmaskiner
En värmepump eller kylmaskin utgör omvändningen av en värmemotor. Det kan illustreras av figuren för värmemotorn om man byter riktning på alla pilarna. Vi tillför alltså arbete för att värma kroppen märkt TH samtidigt som kroppen märkt TC kyls. Ett kylskåp är en värmepump eller kylmaskin som pumpar ut värme från den förvarade maten till rummet utanför.
En kylmaskin har en köldfaktor som anger hur mycket värmeenergi vi kan föra bort i relation till det arbete vi tillför. Den kan tecknas
{\displaystyle \beta ={\frac {Q_{C}}{W}}\leq {\frac {T_{C}}{T_{H}-T_{C}}}}
Värmepumpen har på motsvarande sätt en värmefaktor som anger hur mycket värmeenergi vi kan få fram i relation till det arbete vi tillför. Den kan tecknas
{\displaystyle \beta '={\frac {Q_{H}}{W}}\leq {\frac {T_{H}}{T_{H}-T_{C}}}}

## Carnotprocesser
En carnotprocess är en tänkt, ideal process där likhet gäller i alla olikheter i formlerna för verkningsgrad. Den består av fyra processteg, oberoende av hur mekanismen ser ut i detalj. Här nedan ges processen i en värmemaskin, för värmepumpar och kylmaskiner kastas ordningen om:
1. En isoterm process vid temperaturen TH, där systemets entropi ökar från SH till SC.
2. En reversibel, adiabatisk process där temperaturen sänks från TH till TC.
3. En isoterm process där entropin återigen sänks till SH.
4. En reversibel, adiabatisk process där temperaturen återigen höjs till TH, vilket för systemet tillbaka till ursprungsläget.

Detta ger QH=TH(SH-SC) och QC=TC(SH-SC) och därmed även
{\displaystyle {\frac {Q_{H}}{Q_{C}}}={\frac {T_{H}}{T_{C}}}}
För värmepumpar och kylmaskiner medför detta att 
{\displaystyle \beta '=\beta +1\,}
Detta innebär att samma maskin är effektivare som värmepump än som kylmaskin, eftersom själva arbetet som stoppas in i den omvandlas till värme och därmed bidrar till effektiviteten.